# دور از میهن

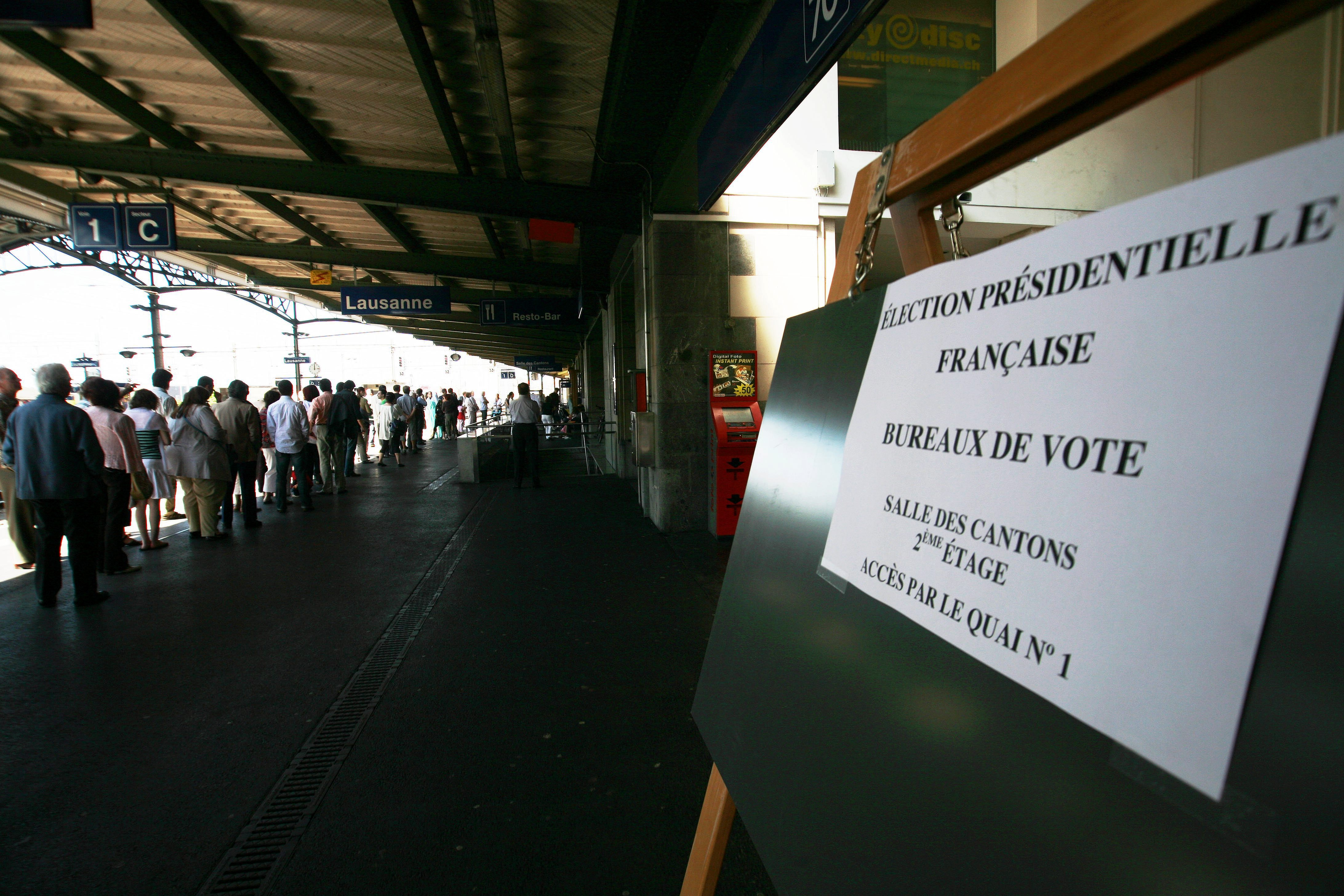
رأی دهندگان فرانسوی زبان در لوزان، سوئیس، برای دور اول انتخابات ریاست جمهوری سال ۲۰۰۷ به حوزه‌های رای‌گیری می‌روند.

دور از میهن یا تبعیدی کسی است که به‌طور موقت یا دائم در کشوری به غیر از کشور خود، اقامت می‌کند.
این واژه بیشتر در شرکت‌ها، دولت‌ها یا سازمان‌های دولتی که برای کارگران حرفه‌ای یا ماهر خود که به‌دست کارفرمایان به خارج از کشور فرستاده می‌شوند کاربرد دارد. این واژه برای کارگران مهاجر که معمولاً درآمدشان نسبت به کشور موطن بیشتر است و بیشتر از پرسنل محلی درآمد دارند کاربرد دارد.
با این حال، عبارت «زندگی دور از میهن» نیز برای بازنشستگان و کسانی که زندگی بیرون از سرزمین مادری‌شان را برگزیده‌اند، به‌کار می‌رود. از دید تاریخی، اشاره به زندگی در تبعید می‌باشد.

## تاریخچه
از روزگار باستان، مردمان در خارج از کشور زندگی می‌کردند، به عنوان مثال دیپلمات‌ها، تجار یا مبلغان. از قرن ۱۵ به بعد در پی افول مستعمرات اروپایی تعداد مسافرانی که به خارج سفر می‌کردند به شدت افزایش یافت.

## توزیع مهاجران در سراسر جهان
در سال‌های اخیر، حملات تروریستی علیه غربی‌ها به‌طور محدود سبک زندگی جوامع دور از وطن را به ویژه در خاورمیانه دستخوش تغییر کرده‌است.
برآورد تعداد مهاجر در جهان دشوار است؛ زیرا سر شماری دولتی در این خصوص وجود ندارد. در سال ۲۰۱۷ شرکت تحقیقاتی و مشاوره بین‌المللی «فیناکورد» آمار مهاجرین را ۵۶٫۸ میلیون تخمین زد که شبیه به کمیت جمعیت تانزانیا یا ایتالیا است.
در سال ۲۰۱۳ بر اساس تخمین سازمان ملل ۲۳۲ میلیون نفر یا ۳٫۲ درصد از جمعیت جهان خارج از کشور زادگاه خود زندگی می‌کردند. بالاترین رتبه‌بندی ملیتهای مهاجر از ۲۷٫۵۸۷ نفری که جلای وطن کرده‌اند، عبارتند از سنگاپور، نروژ، نیوزیلند، آلمان، هلند، کانادا، استرالیا، سوئد، اتریش و امارات متحده عربی.

## کسب و کار مهاجران
بسیاری از شرکت‌های چند ملیتی پرسنل خود را به کشورهای خارجی اعزام می‌کنند تا در شعبات یا شرکت‌های تابعه کار کنند. کارکنان مهاجر اجازه دارند شرکت‌های تابعه خارجی را کنترل کنند. آن‌ها همچنین می‌توانند در هماهنگی جهانی مؤثر باشند.
با این حال، متخصصان خارج از کشور اغلب گران‌تر از کارمندان محلی هستند. حقوق و دستمزد مهاجران معمولاً با کمک هزینه‌هایی که برای جبران هزینه‌های بالاتر زندگی یا سختی‌های مربوط به زندگی در خارج دارند افزایش می‌یابد. علاوه بر این هزینه‌های دیگری نیز باید پرداخت کنند، مانند مراقبت‌های بهداشتی، مسکن، یا هزینه‌های تحصیلی. هزینه‌های انتقال خانواده و دارایی‌های آنها. مشکل دیگر می‌تواند محدودیت‌های دولت متبوع در کشور خارجی باشد.
همسران کارکنان مهاجر ممکن است با توجه به اختلاف فرهنگی، از دست دادن شبکه معمول اجتماعی خود در وطن، وقفه در کار و کمک به کودکان در مقابله با معضلات مدرسه جدید، مشکل بتوانند خود را تنظیم کنند. این دلایل اصلی مشکلات کارکنان مهاجر است. با این وجود، حضور همسر می‌تواند به وضعیت غیرقانونی کارگر مهاجر اضافه کند. خانواده‌هایی که با کودکان خود زندگی می‌کنند به حفظ فرهنگ کشور مادری در کشور میزبان کمک می‌کند.

## ریشه یابی واژه Expatriate
کلمه Expatriate به معنی «دور از وطن» ریشه اش لاتین بوده به معنی خارج شدن از کشور مادری یا سرزمین پدری است.
در قدیم از کلمه «Expatriate» برای اشاره به تبعید استفاده می‌کردند. در عوض، هنگامی‌که به صورت یک فعل استفاده می‌شود تبعید شدن به معنی عمل کسی است که از وفا داری به کشور خود بکاهد، همان‌طور که در مقدمه قانون ۱۸۶۸ ایالات متحده می‌گوید: «حق خروج از سرزمین حق طبیعی و ذاتی همه مردمان است و ضروری برای لذت بردن از حقوق زندگی، آزادی و در جستجوی خوشبختی بودن است»